# Maurice Wilkins
Maurice Hugh Frederick Wilkins (15. prosince 1916 – 5. října 2004) byl anglický molekulární biolog původem z Nového Zélandu a zároveň laureát Nobelovy ceny. Zabýval se výzkumem na poli fosforescence, radarů, separace izotopů a rentgenové difrakce. Nejvíce se však proslavil svým příspěvkem k poznání struktury DNA v londýnském King's College. Spolu s Crickem a J. D. Watsonem mu byla roku 1962 udělena Nobelova cena za fyziologii a lékařství, podle komise za „jejich objevy týkající se molekulární struktury nukleových kyselin a jejich významu pro přenos informací v živých systémech“.